# Budziszów (powiat wrocławski)
Budziszów (do 1945 niem. Buchen N.S) – wieś w Polsce położona w województwie dolnośląskim, w powiecie wrocławskim, w gminie Kobierzyce.

## Podział administracyjny
W latach 1975–1998 miejscowość należała administracyjnie do województwa wrocławskiego.

## Nazwa

Mapa Buchwitz (około 1820 r.)

Według niemieckiego językoznawcy Heinricha Adamy’ego nazwa miejscowości należy do grupy nazw patronomicznych i pochodzi od staropolskiego imienia Bogusz derywatu polskiego imienia Bogusław. Imię to złożone z członów Bogu- ("Bóg", "Boga", ale pierwotnie "los, dola, szczęście") i -sław ("sława") oznacza "sławiący Boga". W swoim dziele o nazwach miejscowości na Śląsku wydanym w 1888 roku we Wrocławiu Adamy wymienia jako najstarszą zanotowaną nazwę miejscowości Bogusici podając jej znaczenie "Dorf des Bogusch" czyli po polsku "Wieś Bogusza". Pierwotna polska nazwa Boguszyce została później przez Niemców fonetycznie zgermanizowana na Buchwitz tracąc pierwotne znaczenie.
W okresie hitlerowskiego reżimu w latach 1937-1945 nazwę wsi zmieniono ze zgermanizowanej wywiedzionej z wcześniejszej słowiańskiej nazwy na całkowicie niemiecką Buchen N. S.. Po 1945 roku polska administracja nadała miejscowości kolejną spolonizowaną nazwę Budziszów wywiedzioną od nazwy niemieckiej w wyniku czego ma ona obecnie inne znaczenie od pierwotnego.